# Greetings from Asbury Park, N.J.
Greetings from Asbury Park, N.J. (с англ. — «Приветствия из Асбери-Парк, Нью-Джерси») — дебютный студийный альбом американского рок-исполнителя Брюса Спрингстина, выпущенный в январе 1973 года лейблом Columbia Records.
Greetings from Asbury Park, N.J. занял 379-е место в списке 500 величайших альбомов всех времён по версии журнала Rolling Stone и поднялся до #60 в Billboard Top LP’s & Tape.
Многие из песен этого альбома исполнялись впоследствии другими известными музыкантами, в первую очередь группой Manfred Mann’s Earth Band и Дэвидом Боуи.

## История записи
Спрингстин и его первый менеджер Майк Аппель записали альбом в недорогой студии (914 Sound Studios), чтобы сэкономить как можно больше из аванса, полученного от компании Columbia Records, причём большая часть песен была записана в последнюю неделю июня 1972 года.
Вскоре после записи возник спор: Аппель и Джон Хэммонд предпочитали сольные треки, в то время как сам Спрингстин предпочел песни группы. Компромисс был достигнут слндующим образом: альбом должен был включать пять песен с группой («For You», «Growin' Up», «Does This Bus Stop at 82nd Street?», «It's Hard to be a Saint in the City» и «Lost in the Flood») и пять сольных песен («Mary Queen of Arkansas», «The Angel», «Jazz Musician», «Arabian Nights» и «Visitation at Fort Horn»).
Однако когда Клайв Дэвис, президент Columbia Records, услышал альбом, представленный 10 августа 1972 года, он посчитал, что в нём нет потенциального хита, и отклонил его. Спрингстин быстро написал песни «Blinded by the Light» и «Spirit in the Night» и записал обе 11 сентября 1972 года.
Поскольку в это время работавшие со Спрингстином пианист Дэвид Сэнкшес и басист Гарри Таллент были недоступны, была задействована группа из четырёх человек — Вини Лопес на барабанах, Гарольд Уилер на фортепиано, Спрингстин на гитаре, фортепиано (только на «Spirit in the Night») и бас-гитаре, и ранее отсутствовавший Кларенс Клемонс на саксофоне.

## Список композиций
Сторона А
1. «Blinded by the Light» — 5:04
2. «Growin’ Up[англ.]» — 3:05
3. «Mary Queen of Arkansas[англ.]» — 5:21
4. «Does This Bus Stop at 82nd Street?» — 2:05
5. «Lost in the Flood» — 5:17

Сторона Б
1. «The Angel» — 3:24
2. «For You[англ.]» — 4:40
3. «Spirit in the Night» — 4:59
4. «It’s Hard to Be a Saint in the City[англ.]» — 3:13

## Участники записи
- The E Street Band — группа:
  - Брюс Спрингстин — акустическая гитара, бас-гитара, губная гармоника, фортепиано, электрогитара, вокал, бэк-вокал, хлопки, конга, аранжировка;
  - Кларенс Клемонс — саксофон, вокал, бэк-вокал, хлопки;
  - Вини Лопес[англ.] — барабаны, труба, вокал, бэк-вокал, хлопки;
  - Дэвид Сэнкшес[англ.] — орган, фортепиано, клавишные, саксофон;
  - Гарри Таллент — бас, труба;.
- Ричард Дэвис — контрабас;
- Гарольд Уилер[англ.] — фортепиано.

## Позиции в чартах
- 60-е место — чарт Pop Albums (1975)
- 192-е место — чарт Billboard Top LP’s & Tape (1985)

## Известные кавер-версии
- «Blinded by the Light» — Manfred Mann’s Earth Band, сингл и альбом The Roaring Silence (1976)
- «Growin’ Up» — David Bowie, бонус-трек на альбом Diamond Dogs (30th anniversary edition)
- «For You» — Manfred Mann’s Earth Band, сингл и альбом Chance (1980); Greg Kihn, альбом Greg Kihn Again (1977)
- «Spirit in the Night» — Manfred Mann’s Earth Band, сингл и альбом Nightingales & Bombers (1975)
- «It’s Hard to Be a Saint in the City» — David Bowie